# GNewSense
gNewSense war eine GNU/Linux-Distribution, basierend auf Debian von der Free Software Foundation (FSF). Das Ziel war ein benutzerfreundliches Betriebssystem ohne proprietäre Software.
gNewSense ging sehr streng gegen proprietäre Software vor.

## Geschichte
Das Projekt wurde 2006 von Brian Brazil und Paul O’Malley ins Leben gerufen. Damals basierte es noch auf Ubuntu. Ab Version 1.0 unterstützte die FSF das Projekt, unter anderem stellte sie Hardware für die Entwicklung zur Verfügung. 2011, als 2 Jahre keine neue Version erschienen war, klassifizierte DistroWatch das Projekt als „dormant“ (englisch für „ruhend“, „schlafend“). Im September 2012 wurde auf Distrowatch der Status zu „active“ (englisch für „aktiv“) geändert und am 6. August 2013 kam die erste direkt auf Debian basierende Version heraus. Am 23. Juli 2019 teilte der Betreuer Sam Geeraerts auf einer Mailingliste mit, dass er sich aus Zeitgründen von der Projektleitung zurückziehen müsse. Die Pflege der – allerdings veralteten, weil auf Debian 7 („Wheezy“) beruhenden – Repositories wolle er aber sicherstellen. Das Projekt selbst gab auf seiner Website die Übernahme der Betreuung durch den FSF- und Creative-Commons-Mitarbeiter Matt Lee bekannt.

## Technische Aspekte
Standardmäßig nutzt gNewSense Gnome, dies kann allerdings auch geändert werden.

### Installation
gNewSense kann mit einer Live-CD installiert werden.

### Versionen
gNewSense hat aktuell 4 Major-Versionen:
| Version | Code Name | Veröffentlichungsdatum | Basiert auf | Unterstützte Architekturen   |
| ------- | --------- | ---------------------- | ----------- | ---------------------------- |
| 1.0     | DeltaD    | 2. November 2006       | Ubuntu 6.06 | keine Angabe/unbekannt       |
| 2.0     | DeltaH    | 30. April 2008         | Ubuntu 8.04 | keine Angabe/unbekannt       |
| 3       | Parkes    | 6. August 2013         | Debian 6.0  | i386, amd64, Lemote Yeeloong |
| 4.0     | Ucclia    | 2. Mai 2016            | Debian 7    | i386, amd64, Lemote Yeeloong |